# سيلاس شابمان
سيلاس شابمان (بالإنجليزية: Silas Chapman)‏ هو شخصية أعمال وسياسي أمريكي، ولد في 9 يونيو 1813 في الولايات المتحدة، وتوفي في 14 ديسمبر 1899 في ميلواكي في الولايات المتحدة.